# Các đảo rải rác tại Ấn Độ Dương

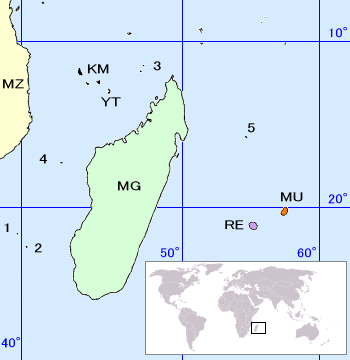
Các đảo rải rác tại Ấn Độ Dương:
• 1: Bassas da India
• 2: Europa
• 3: Quần đảo Glorieuses
• 4: Juan de Nova
• 5: Tromelin
(KM: Comoros, MG: Madagascar, MU: Mauritius, MZ: Mozambique, RE: Réunion, YT: Mayotte)

Các đảo rải rác tại Ấn Độ Dương (tiếng Pháp: Îles Éparses hay Îles éparses de l'océan indien) bao gồm bốn quần đảo nhỏ, một rạn san hô vòng và đá ngầm tại Ấn Độ Dương, và cấu thành quận thứ năm của Vùng đất phía Nam và châu Nam Cực thuộc Pháp (TAAF) từ tháng 2 năm 2007. Các đảo này không có dân cư cố định. Ba quần đảo — quần đảo Glorieuses, Juan de Nova và Europa — và rạn san hô vòng Bassas da India nằm tại eo biển Mozambique ở phía tây của Madagascar, trong khi đảo thứ tư là Tromelin, nằm cách 450 kilômét (280 mi) về phía đông của Madagascar. Cũng nằm trên eo biển Mozambique còn có đá ngầm Banc du Geyser.
Các đảo được phân loại là những khu bảo tồn thiên nhiên. Ngoại trừ Bassas da India, tất cả các đảo đều có trạm khí tượng: các trạm trên quần đảo Glorioso Islands, Juan de Nova và đảo Europa Island được tự động hóa. Trạm khí tượng trên đảo Tromelin, thì cung cấp các cảnh báo về các cơn lốc đe dọa tới Madagascar, Réunion hay Mauritius. Mỗi một đảo, ngoại trừ Bassas da India và Banc du Geyser, đều có một đường băng dài trên 1.000 mét (3.300 ft). Mauritius, Comoros, Seychelles và Madagascar tranh chấp chủ quyền các đảo này với Pháp. Mauritius tuyên bố chủ quyền với Tromelin; Comoros và Seychelles tuyên bố chủ quyền với quần đảo Glorioso Islands; Comoros và Madagascar tuyên bố chủ quyền với Banc du Geyser; và Madagascar tuyên bố chủ quyền  với các đảo còn lại.

## Tổng quan
| Rạn san hô vòng/Đảo | Nhân viên trạm | Diện tích km² | Đầm phá km² | EEZ km² | Tọa độ                              | Vị trí                   |
| ------------------- | -------------- | ------------- | ----------- | ------- | ----------------------------------- | ------------------------ |
| Banc du Geyser      | -              | N/A           | N/A         | N/A     | 12°21′N 46°26′Đ / 12,35°N 46,433°Đ  | bắc eo biển Mozambique   |
| Quần đảo Glorieuses | 11             | 5             | 29,6        | 48350   | 11°33′N 47°20′Đ / 11,55°N 47,333°Đ  | bắc eo biển Mozambique   |
| Juan de Nova        | 14             | 4,4           | (1)         | 61050   | 17°03′N 42°45′Đ / 17,05°N 42,75°Đ   | trung eo biển Mozambique |
| Bassas da India     | -              | 0,2           | 79,8        | 123700  | 21°27′N 39°45′Đ / 21,45°N 39,75°Đ   | nam eo biển Mozambique   |
| Đảo Europa          | 12             | 28            | 9           | 127300  | 22°20′N 40°22′Đ / 22,333°N 40,367°Đ | nam eo biển Mozambique   |
| Đảo Tromelin        | 19             | 0.8           | -           | 280000  | 15°53′N 54°31′Đ / 15,883°N 54,517°Đ | Tây Ấn Độ Dương          |
| Tổng                | 56             | 38.6          | 118,4       | 640400  |                                     |                          |

## Các đảo riêng lẻ
- Banc du Geyser
- Bassas da India
  - 10 đảo đá nhỏ chưa được đặt tên
- Đảo Europa
  - Île Europa
  - 8 đảo đá nhỏ chưa được đặt tên
- Quần đảo Glorieuses
  - Grande Glorieuse
  - Île du Lys
  - Đá Wreck
  - Đá Nam
  - Các đá Verte (3 đảo nhỏ)
  - Ba đảo nhỏ chưa đặt tên
- Đảo Juan de Nova
- Đảo Tromelin

## Hành chính
Từ ngày 3 tháng 1 năm 2005, Îles Éparses được Vùng đất phía Nam và châu Nam Cực thuộc Pháp (TAAF — les Terres Australes et Antartiques Françaises), thay mặt nhà nước Pháp và có trụ sở tại Réunion. Îles Éparses trước đó nằm dưới quyền quản lý của tỉnh Réunion từ sau khi tách khỏi Madagascar vào năm 1960. France duy trì một đội quân đồn trú khoảng 14 trên mỗi đảo tại eo biển Mozambique cũng được Madagascar tuyên bố chủ quyền.
Pháp tuyên bố một vùng đặc quyền kinh tế (EEZ) khoảng 200 hải lý (370 km) xung quanh mỗi đảo nhỏ tại Îles Éparses, cùng với vùng đặc quyền kinh tế của Réunion và Mayotte, tổng cộng Pháp tuyên bố hơn một triệu km² (400.000 mi²) tại phía tây của Ấn Độ Dương. Tuy nhiên có sự chồng chéo giữa vùng đặc quyền kinh tế mà Pháp tuyên bố với các nước lân cận.

## Yêu sách của Malagasy
Vào ngày 20 tháng 6 năm 2025, Bộ trưởng Bộ Ngoại giao Malagasy, Rasata Rafaravavitafika, đã chủ trì một cuộc họp của ủy ban khoa học dành riêng cho yêu sách của Madagascar đối với Quần đảo Scattered. Mục tiêu của cuộc họp này là đưa ra các lập luận để bảo vệ chủ quyền của Madagascar đối với Quần đảo Scattered, đồng thời thúc đẩy các cuộc thảo luận với Pháp.